# 奥井康介
奥井 康介（おくい こうすけ、1990年7月11日 - ）は、日本の作曲家、編曲家、ギタリスト。F.M.F所属。

## 提供作品
WEBラジオ CINDERELLA PARTY!
- テーマソング「でれぱれ〜ど」(編曲)

TVアニメ 美男高校地球防衛部LOVE!
- OP「絶対無敵☆Fallin'LOVE☆」（作曲・編曲）
- EDCW「我ら正義のカエルラ・アダマス!!」(作曲・編曲)
- CS01「Why So Cool?」(作曲・編曲)
- CS03 「Oh My あんちゃん♡」(作曲・編曲)

TVアニメ 冴えない彼女の育てかた
- イメージテーマソング「LOVE iLLUSiON」（作曲・編曲）
- キャラクターイメージソング「Blooming Lily」 (作曲・編曲)
- キャラクターイメージソング「M♭」(作曲)
- キャラクターイメージソング「365色パレット」(作曲)

TV アニメ ダイヤのA
- キャラクターソングシリーズ VOL.2「VIOLENT WIND」(作曲・編曲)
- キャラクターソングシリーズ VOL.3「永遠のライバル」 (作曲)
- キャラクターソングシリーズ VOL.6「SILENT SIGN」(作曲・編曲)

TV アニメ ヤマノススメ セカンドシーズン
- 後期ED「Cocoiro Rainbow」(作曲)

TV アニメ Z/X IGNITION
- OP「Z/X IGNITION」(作曲)

TV アニメ 最近、妹のようすがちょっとおかしいんだが。
- ED「Charming Do!」(作曲・編曲)

※歌唱は小倉唯
TV アニメ ウィザード・バリスターズ 弁魔士セシル
- ED「BLUE TOPAZ」(作曲・編曲)

TV アニメ 世界でいちばん強くなりたい!
- OP「ビューティフル・ドリーマー」(作曲)

TV アニメ 銃皇無尽のファフニール
- CS「Aigis」(作曲・編曲)

TV アニメ あにトレ!EX
- ED「ばいたる☆エクササイズ」(作曲)

TV アニメ NEW GAME!
- OP「SAKURAスキップ」(作曲・編曲)
- キャラクターソング「そうじろうのうた」(作曲・編曲)
- キャラクターソング「ミラクル☆マジカル☆ムーンレンジャー」(作曲・編曲)※百石元との共作
- キャラクターソング「あめのちほしぞら」(作曲・編曲)
- キャラクターソング「Sweet Everyday」(作曲・編曲)
- キャラクターソング「向上上々ハイジャンプ↑↑↑↑」(作曲・編曲)
- キャラクターソング「ググッとワーク☆彡」(作曲・編曲)

TV アニメ One Room
- ED「夏空エール」(作曲・編曲)

TV アニメ RobiHachi
- 劇中曲「銀河道中ヒザクリガー！」(作曲・編曲)

※歌唱は串田アキラ

鈴木このみ
- 2nd Album : 18 -Colorful Gift- 「NOT PYGMALION」(作曲・編曲)
- 4th Single 「Tears BREAKER」(作曲・編曲)

日笠陽子
- 4th Single : EX:FUTURIZE 「EX:FUTURIZE」(作曲)

つりビット
- 2nd Single CW「ズキズキ物語~恋のハロウィン大作戦~」(作曲・編曲)

池田彩
- 3rd Single 「レディーGO!!」(作曲・編曲)

映画
- 罪の余白

TV
- BGM制作 水曜どうでしょう